# E租宝
e租宝是中国大陆的一个大型网络借贷庞氏骗局诈骗平台，由钰诚集团下属的金易融（北京）网络科技有限公司负责运营。e租宝以A2P模式为主打，以高利息为诱饵。所有产品均为融资租赁债权转让，存款期限分为3个月、6个月和12个月，赎回方式分“T+2”和“T+10”两种。至2015年12月8日，e租宝总成交量为745.68亿元（人民币，下同），总受骗投资人数90.95万人，待收总额703.97亿元，排名行业第四。
2015年底，中国大陆多地公安部门和金融监管部门发现e租宝经营存在诈骗，随即展开调查；之后钰诚集团及e租宝相关负责人因涉嫌诈骗被警方拘捕。2016年1月31日，新华社披露，e租宝非法集资500多亿元，受害投资人遍布中国大陆各地区，人数多达90余万。

## 历史
2014年2月25日，金易融（北京）网络科技有限公司经北京市工商行政管理局注册成立，註冊資本1億元，隶属于钰诚集团，之后对其经营的平台进行改造。2014年7月，钰诚集团将改造后的平台命名为“e租宝”，以“网络金融”的旗号上线运营，于2015年5月21日成为北京“中关村互联网金融行业协会”理事会员，曾被中国新闻社、《中國新聞周刊》評為2015年中國「最有責任感」的互聯網金融企業之一。金易融的母公司钰诚集团，由安徽蚌埠籍的企业家丁宁创办，总资产约800亿元，最初以实业起家，目前主营产业为以融资租赁、互联网金融等为核心的集高新技术制造业、现代服务业。钰诚集团在英属维尔京群岛注册，总部位于蚌埠市东海大道东段。该总部大楼原为蚌埠市龙子湖区人民政府使用，因中央八项规定出台，区政府不愿入驻，后将大楼租给了钰诚集团。而蚌埠市龙子湖区人民检察院亦在此大楼办公。此外，钰诚集团还设有芝麻金融、上海仁立、聚汇通、钰申金融、一诺财富等子公司，均成立于2014年7月以后，注册地主要集中在上海自贸区和北京CBD核心金融办公区，注册资本均为1亿元，均代销e租宝的产品。

## 交易技术方式及其成交量
e租宝采用首创的A2P模式，即“资产对个人”（Asset to Peer，意即融资租赁业务中形成的融资租赁债权资产通过互联网金融平台转让给普通投资者），是指以融资租赁债权转让为基础的互联网金融服务模式，也是属于互联网金融垂直细分领域的一种创新模式。e租宝共有6款投资產品，分别是e租財富、e租穩盈、e租年享、e租年豐、e租富盈和e租富享，投资额为1元起，其中5款產品預期年化收益率超過13%。所有产品均为融资租赁债权转让，存款期限分为3个月、6个月和12个月，赎回方式分“T+2”和“T+10”两种。在2015年5月由中國人民大學國際學院金融風險實驗室聯合融360最新推出的《2015年網貸評級報告》中，e租寶被給予了C-，意味着總體實力較弱、風險性較高，有分析人士指出该平台在資金端可能存在關聯交易。
截至2015年12月8日，e租宝总成交量为745.68亿元，总投资人数90.95万人，待收总额703.97亿元，排名行业第四。

## 经营模式和宣传
e租宝公司的高层及员工，均为没有投资理财和金融管理知识的人，大多数以美女为主，其中包括总裁张敏、党委书记兼首席运营官王之焕、钰诚集团助理运营官殷飞、东南亚自贸区管理委员会主席谢洁等。这些美女高管有很多都是丁宁通过“ENZO聚会圈”认识的。而钰诚集团助理运营官兼e租宝首席运营官殷飞实际上是一位演员，曾为e租宝演唱过宣传歌《点亮梦想》。在e租宝事件发生之后，殷飞迅速删除了与e租宝有关的微博文章。
e租宝非法吸存的钱款，除了被钰诚集团员工用于还本付息外，还被用于个人挥霍、维持公司的巨额运行成本、投资不良债权以及广告炒作。而该公司的员工薪金较高，据钰诚集团总裁张敏交代，该公司拥有百万级年薪的高管有大约80人左右，在2015年11月，钰诚集团需发8亿元的工资给员工。而丁宁还与数名女高级别同事关系密切，私生活极其奢侈。据警方初步查明，丁宁赠与他人的现金、房产、车辆、奢侈品的价值达10余亿元。而丁宁赠送给张敏的物品有价值1.3亿的新加坡别墅、价值1200万的粉钻戒指、豪华轿车、名表以及5.5亿元人民币。而丁宁还要求办公室所有秘书全身必须穿戴奢侈品品牌服装以“展示公司形象”，甚至将奢侈品店全部买空。
此外，e租宝还花费上亿元，在主流媒体（例如中国中央电视台等主流电视频道、地铁、高铁等）大量投放广告进行病毒式营销；还将张敏包装成“互联网金融第一美女总裁”，作为企业形象代言人公开出席各种活动。由于张敏自身水平较差，e租宝的相关负责人不能安排其出席。
根据新华社发布的消息，e租宝利用“假项目、假三方、假担保”三步障眼法，制造庞氏骗局。而安徽钰诚融资租赁有限公司风险控制部总监雍磊称，e租宝上95％的项目都是假的。

## 违法被查
2015年12月3日，e租宝深圳分公司因涉嫌违法被经济犯罪侦查警察突查，40余人被警方带走；后e租宝回应称，系e租宝深圳某代销公司有员工协助调查，因群众举报其涉嫌非法集资，属于例行检查。但因证据不足，相关配合调查人员全部返回。
12月8日，e租宝位于北京数码大厦的信息化研发中心及位于安联大厦的办公场所被警方调查，中华人民共和国公安部指挥各地公安机关统一行动，对丁宁等主要高管实施抓捕。当日晚间，新华社发布了这条消息，后得到e租宝方面的证实，之后e租宝的官方网站、APP、以及代销平台芝麻金融、上海仁立的网页已经无法打开。12月9日，有蚌埠市民发现，钰诚集团位于蚌埠东海大道东段的办公大厦开始拆除带钰诚集团字样的标识和招牌；同日中午，e租宝通过官方微博发布《e租宝告客户书》，称：“截止到2015年12月8日19:00之前，e租宝平台依然可以进行正常的注册、充值、投资、赎回、提现交易。19:00之后，e租宝平台配合接受相关部门检查，为防止不实传言引发恐慌和无序赎回、提现，本着保护客户资金安全、平台交易安全的原则，e租宝平台向社会各界宣布暂停平台交易。”12月16日，广东省公安厅官方微博（@平安南粤）发布警方通报称，各地方公安机关已对e租宝及其关联公司涉嫌犯罪问题依法立案侦查，对相关犯罪嫌疑人采取了强制措施，对涉案资产实施查封、冻结及扣押。
2016年1月10日，一些以e租寶投資者為主的10万名上訪者到北京進行上訪。1月12日，深圳钰诚财富管理有限公司肇庆第一分公司林某飞、郭某影等9名犯罪嫌疑人，因涉嫌犯非法吸收公众存款罪，被广东省肇庆市端州区人民检察院批准逮捕。
1月23日，北京市市長王安順在北京市政協十二屆四次會議專題座談會，公开就e租寶问题表示：「e租寶是拆東補西的非法集資」。
1月31日，新华社披露，“e租宝”非法吸收资金500多亿元，受害投资人遍布中国大陆各地区。据报道称，“e租宝”的分支机构遍布全国，涉及投资人众多，且公司财务管理混乱，经营交易数据量庞大，仅需要清查的存储公司相关数据的服务器有200余台。此外，为了销毁证据，嫌疑人將一千二百多冊證據材料裝入八十多個尼龍袋，埋藏在安徽合肥市郊区六米深地底。后專案組動用兩台挖掘機，歷時二十多小時挖出。报道还指出，e租宝涉嫌非法集资犯罪，21名涉案人员已经被北京检察机关批准逮捕。
2月13日至5月13日，凡购买e租宝未赎回的投资人，可以登录由中华人民共和国公安部开发并上线的“非法集资案件投资人信息登记平台（页面存档备份，存于）”登记投资人的身份信息及投资情况。
2016年3月12日，在第十二届全国人大第四次会议举行期间，中国银行业监督管理委员会（中国银行保险监督管理委员会前身）主席尚福林在梅地亚中心多功能厅举行的记者会称，有关部门已经立案查处e租宝案件，目前正在追缴资产，最大限度地挽回损失。4月19日，中共中央總書記习近平在网络安全和信息化工作座谈会上表示，e租宝打着“网络金融”旗号非法集资，给有关群众带来严重财产损失，社会影响十分恶劣。
4月27日，在国务院处置非法集资部际联席会议办公室召开的防范和处置非法集资法律政策宣传座谈会上提供的材料中，最高人民检察院披露了e租宝案的查处情况。根据卷宗，e租宝账户数量有901294个，累计充值581.75亿元，累计投资745.11亿元，其中约有15亿元被丁宁用于赠予妻子、情人、员工及个人挥霍。而丁宁除涉嫌集资诈骗和非法吸收公众存款外，还涉嫌非法持有枪支、非法组织他人偷越国（边）境。

### 审判与后续处理
2016年8月11日，e租宝涉案的9名犯罪嫌疑人被起诉。8月16日，北京市人民检察院发布消息称，e租宝实际控制人钰诚集团涉嫌集资诈骗罪，丁宁（e租宝实际控制人、钰诚集团董事长）、张敏（e租宝总裁）等11人涉嫌集资诈骗罪，谢洁（钰诚国际控股集团CEO）、王之焕（e租宝联合创始人）等15人涉嫌非法吸收公众存款罪的案件由北京市公安局侦查终结移送审查起诉，北京市人民检察院于2016年8月15日依法受理。
12月16日，北京市人民检察院发布消息，北京市人民检察院第一分院以被告单位安徽钰诚控股集团、钰诚国际控股集团有限公司、丁宁等10人涉嫌集资诈骗罪，被告人王之焕等16人涉嫌非法吸收公众存款罪，于12月15日依法向北京市第一中级人民法院提起公诉。
2017年9月12日，北京市第一中级人民法院公开宣判此案，对被告单位钰诚国际控股集团有限公司以集资诈骗罪、走私贵重金属罪判处罚金人民币18.03亿元；对被告单位安徽钰诚控股集团以集资诈骗罪判处罚金人民币1亿元；对被告人丁宁以集资诈骗罪、走私贵重金属罪、非法持有枪支罪、偷越国境罪判处无期徒刑，剥夺政治权利终身，并处没收个人财产人民币50万元，罚金人民币1亿元；对被告人丁甸以集资诈骗罪判处无期徒刑，剥夺政治权利终身，并处罚金人民币7000万元。同时，分别以集资诈骗罪、非法吸收公众存款罪、走私贵重金属罪、偷越国境罪，对被告人张敏等24人判处有期徒刑3年至15年不等刑罚，并处剥夺政治权利及罚金。一审宣判后，二被告单位未提出上诉，丁宁、丁甸、张敏等23名被告人提出上诉。
2017年11月29日，北京市高级人民法院二审宣判，驳回23名被告人的上诉，维持原判。该案宣判后将由一审法院进行涉案财产的善后处置，同时组织开展投资人信息核实、资产变现、资金清退等各项工作。
2018年5月，有報導估計，e租寶的投資者最終僅能收回本金的大約20至25%。
2019年7月2日至2019年8月30日，北京市第一中级人民法院对e租宝集资的全国受损集资参与人进行信息核实登记，核实登记的结果将作为案款发还的数据基础。
2020年1月8日，北京市第一中级人民法院发布e租宝案首次资金清退公告。1月16日，北京市第一中级人民法院对在e租宝和芝麻金融参与集资且已经参加信息核实登记的受损集资参与人进行资金清退，有e租寶受害人表示受到了退款，返還比例為35%。
2025年3月31日，北京市第一中级法院发布“e租宝”案第二次资金清退公告，称自2025年4月7日至2025年4月20日，分两批次清退资金，但没有公布清退比例。除投资人外，“e租宝”员工也纳入到清退对象。